# Crab Island
Crab Island é uma ilha localizada na foz do rio Berbice na Guiana, localizada nas coordenadas geográficas de 6° 16′ 59″ N, 57° 31′ 01″ O.
A Crab Island é chamado assim por causa da presença de numerosos caranguejos e tem aproximadamente uma milha de circunferência. Antes de os britânicos tomarem Berbice em 1815, os holandeses tinham um forte aqui com o nome St. Andries.